# Fløjl
Fløjl (engelsk: velvet, fransk: velour) er vævet stof, der har en kort opretstående luv (plys). Fløjl fremstilles af silke, bomuld og uld, men laves i dag mest af syntetiske fibre. Fløjl kan være glat eller riflet (jernbanefløjl eller corduroy). Glat fløjl væves som dobbelt plys i to modstående baner, der er forbundet af kædegarn, som efter opskæring danner luven. Overfladen kan være glat og ensfarvet eller have prægede mønstre.
Teknikken til vævning af fløjl er mere end 800 år gammel. Der blev vævet silkefløjl i Italien allerede i 1200-tallet. Fløjl blev primært anvendt til festlige lejligheder og til møbelbetræk.
Ved fremstilling af riflet fløjl skæres skudgarnet op i alternerende rifler, hvorved der dannes flor.
Møbelfløjl væves som ruteplys, hvor en del af kædegarnerne væves over metallameller (ruter), som kan have knive i spidsen, der skærer floret op.

## Galleri
- To manchetknapper på et stykke fløjl.
- Ministerstol i Ungarns parlament betrukket med fløjl
- Kjole i grønt fløjl